# Irak op de Olympische Zomerspelen 2012
Irak nam deel aan de Olympische Zomerspelen 2012 in Londen, Verenigd Koninkrijk.

## Deelnemers en resultaten
(m) = mannen, (v) = vrouwen

### Atletiek
| Olympiër          | Onderdeel | Resultaat | Prestatie                                              |
| ----------------- | --------- | --------- | ------------------------------------------------------ |
| Adnan Taess Akkar | 800m (m)  | 33e       | serie 6: 5de in 1.47,83                                |
|                   |           |           |                                                        |
| Dana Hussain      | 100m (v)  | 48e       | voorronde serie 1: 3de in 11,91 serie 5: 8ste in 11,81 |

### Boksen
| Olympiër          | Onderdeel | Resultaat | Prestatie                           |
| ----------------- | --------- | --------- | ----------------------------------- |
| Ahmad Abdul-Karim | -69kg (m) | 17e       | 1ste ronde: V van RSA Lusizi: 13-17 |

### Boogschieten
| Olympiër           | Onderdeel       | Resultaat | Prestatie                                                          |
| ------------------ | --------------- | --------- | ------------------------------------------------------------------ |
| Rand Al-Mashhadani | individueel (v) | 1e ronde  | plaatsingronde: 64ste met 498 punten 1ste ronde: V van KOR Ki: 0-6 |

### Gewichtheffen
| Olympiër        | Onderdeel | Resultaat | Prestatie                                                    |
| --------------- | --------- | --------- | ------------------------------------------------------------ |
| Safaa al-Rashid | -85kg (m) | 13e       | trekken: 15de met 150kg stoten: 12de met 195kg totaal: 345kg |

### Schietsport
| Olympiër  | Onderdeel            | Resultaat | Prestatie                                        |
| --------- | -------------------- | --------- | ------------------------------------------------ |
| Noor Amer | 10m luchtpistool (v) | 46e       | kwalificatie: 46ste met 360 punten (91-91-87-91) |

### Worstelen
| Olympiër       | Onderdeel      | Resultaat      | Prestatie                                               |
| Grieks-Romeins | Grieks-Romeins | Grieks-Romeins | Grieks-Romeins                                          |
| -------------- | -------------- | -------------- | ------------------------------------------------------- |
| Ali Nadhim     | -120kg (m)     | 15e            | kwalificatie: V van IRI Babajanzadeh: (0-3 -op punten-) |

### Zwemmen
| Olympiër          | Onderdeel            | Resultaat | Prestatie               |
| ----------------- | -------------------- | --------- | ----------------------- |
| Mohanad Al‐Azzawi | 100m vlinderslag (m) | 41e       | serie 1: 2de in 1.00,71 |

Afghanistan · Albanië · Algerije · Amerikaanse Maagdeneilanden · Amerikaans-Samoa · Andorra · Angola · Antigua en Barbuda · Argentinië · Armenië · Aruba · Australië · Azerbeidzjan · Bahama's · Bahrein · Bangladesh · Barbados · België · Belize · Benin · Bermuda · Bhutan · Bolivia · Bosnië en Herzegovina · Botswana · Brazilië · Britse Maagdeneilanden · Brunei · Bulgarije · Burkina Faso · Burundi · Cambodja · Canada · Centraal-Afrikaanse Republiek · Chili · China · Chinees Taipei · Colombia · Comoren · Congo-Brazzaville · Congo-Kinshasa · Cookeilanden · Costa Rica · Cuba · Cyprus · Denemarken · Djibouti · Dominica · Dominicaanse Republiek · Duitsland · Ecuador · Egypte · El Salvador · Equatoriaal-Guinea · Eritrea · Estland · Ethiopië · Fiji · Filipijnen · Finland · Frankrijk · Gabon · Gambia · Georgië · Ghana · Grenada · Griekenland · Groot-Brittannië · Guam · Guatemala · Guinee · Guinee‑Bissau · Guyana · Haïti · Honduras · Hongarije · Hongkong · Ierland · IJsland · India · Indonesië · Irak · Iran · Israël · Italië · Ivoorkust · Jamaica · Japan · Jemen · Jordanië · Kaaimaneilanden · Kaapverdië · Kameroen · Kazachstan · Kenia · Kirgizië · Kiribati · Koeweit · Kroatië · Laos · Lesotho · Letland · Libanon · Liberia · Libië · Liechtenstein · Litouwen · Luxemburg · Macedonië · Madagaskar · Malawi · Maldiven · Maleisië · Mali · Malta · Marshalleilanden · Marokko · Mauritanië · Mauritius · Mexico · Micronesië · Moldavië · Monaco · Mongolië · Montenegro · Mozambique · Myanmar · Namibië · Nauru · Nederland · Nepal · Nicaragua · Nieuw-Zeeland · Niger · Nigeria · Noord-Korea · Noorwegen · Oeganda · Oekraïne · Oezbekistan · Oman · Oostenrijk · Oost-Timor · Pakistan · Palau · Palestina · Panama · Papoea-Nieuw-Guinea · Paraguay · Peru · Polen · Portugal · Puerto Rico · Qatar · Roemenië · Rusland · Rwanda · Saint Kitts en Nevis · Saint Lucia · Saint Vincent en Grenadines · Salomonseilanden · Samoa · San Marino · Sao Tomé en Principe · Saoedi-Arabië · Senegal · Servië · Seychellen · Sierra Leone · Singapore · Slovenië · Slowakije · Soedan · Somalië · Spanje · Sri Lanka · Suriname · Swaziland · Syrië · Tadzjikistan · Tanzania · Thailand · Togo · Tonga · Trinidad en Tobago · Tsjaad · Tsjechië · Tunesië · Turkije · Turkmenistan · Tuvalu · Uruguay · Vanuatu · Venezuela · Verenigde Arabische Emiraten · Verenigde Staten · Vietnam · Wit-Rusland · Zambia · Zimbabwe · Zuid-Afrika · Zuid-Korea · Zweden · Zwitserland · Onafhankelijke atleten